# El Montonero (periódico de 1834)
El Montonero fue un diario peruano satírico creado en 1834.

## Historia
El surgimiento del diario se dio en Lima por idea de Bartolomé Bruno y su Imprenta Constitucional en 1834 después de la guerra civil peruana como un medio conciliador, durante los gobiernos de los generales Agustín Gamarra y Antonio Gutiérrez de la Fuente es el momento en donde toma su orientación de portal de opinión de tendencia liberal para criticar de forma satírica algunas acciones de ambos militares como presidentes del Perú.
En octubre de ese mismo año surge el periódico también satírico El Hijo del Montonero, dirigido por Felipe Pardo y Aliaga y en oposición a El Montonero dada su afiliación con el gobierno del general Luis José de Orbegoso.  En diciembre se editan también La Madre del Montonero y El Tío del Montonero en la misma línea.